# دار کلیب
دار کلیب (به عربی: دار کلیب) یک منطقهٔ مسکونی در بحرین است که در شمالیه (بحرین) واقع شده‌است.